# Pyramide van Austerlitz

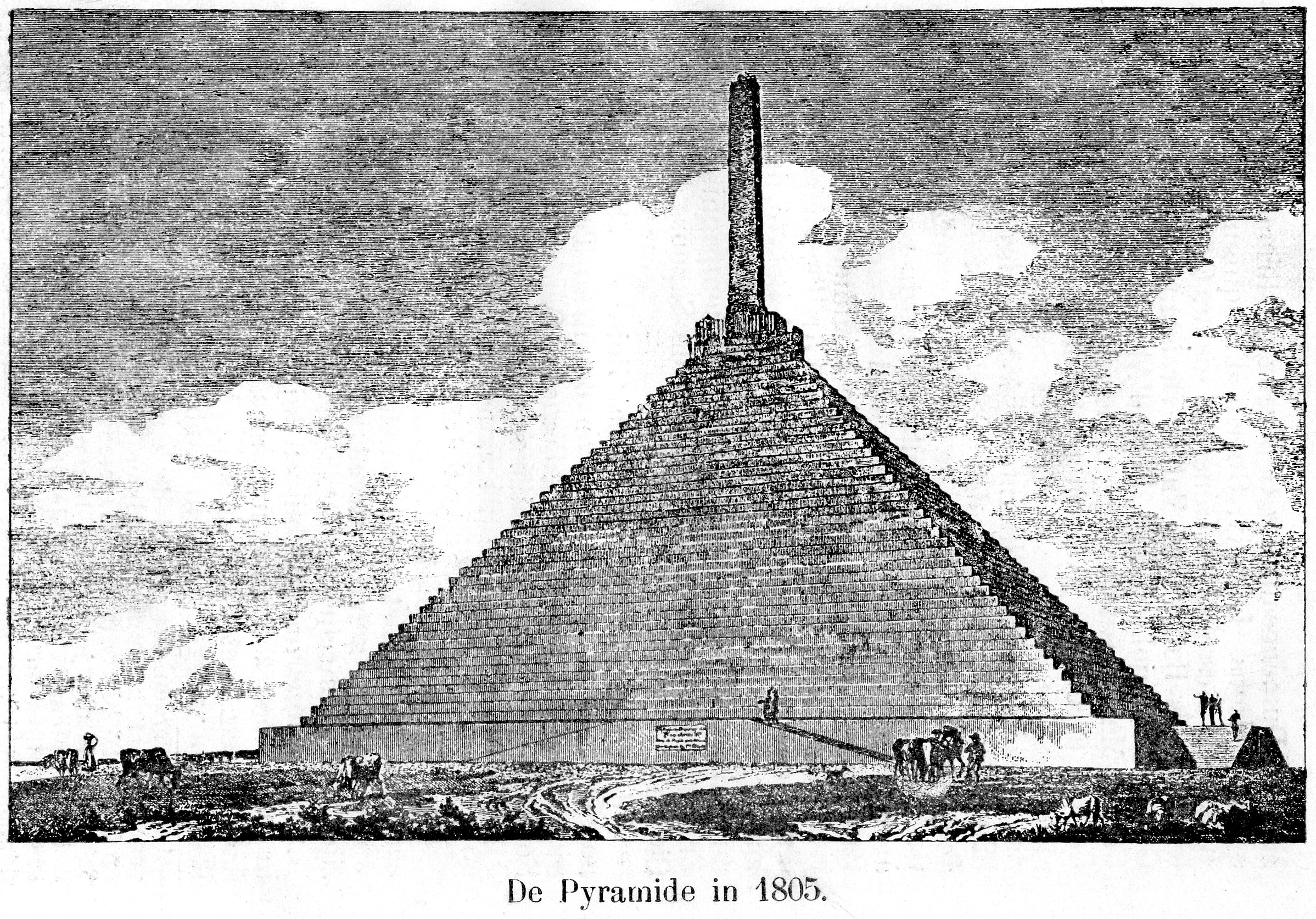
De Pyramide van Austerlitz in 1805

De Pyramide van Austerlitz is een monument dat bestaat uit een met gras beklede piramidevormige zandheuvel van 40 bij 40 meter met een stenen obelisk. De totale hoogte, inclusief obelisk, is 33 meter. Bezoekers kunnen het platform bij de obelisk bereiken langs een trap van 81 treden. 
De piramide is in 1804 gebouwd door napoleontische soldaten op een van de hoogste punten van de Utrechtse Heuvelrug. In tegenstelling tot wat de naam doet vermoeden, ligt de piramide niet in het gelijknamige dorp in gemeente Zeist, maar in de naburige Utrechtse gemeente Woudenberg. 

## Geschiedenis
Op deze centrale plek in Nederland had de Franse generaal Auguste de Marmont in 1804 een legerkamp opgericht (Camp d'Utrecht) waar hij in een paar maanden tijd verschillende bataljons wist samen te smeden tot een groot, goed getraind leger, dat de Britse vijand zou kunnen verslaan bij een eventuele herhaling van de inval van 1799. Tevreden over de militaire kracht van het nieuwe leger, en tegen verveling bij zijn soldaten, liet De Marmont hen in de herfst van 1804 dit monument bouwen, geïnspireerd op de piramiden van Gizeh die De Marmont in 1798 zelf had gezien tijdens de Egyptische veldtocht van Napoleon. Zelfs het door erosie blootgelegde trapvormige oppervlak van de Egyptische piramides liet hij imiteren. Het monument bestond uit een zandheuvel, aan de buitenkant bekleed met plaggen, als bescherming tegen winderosie. De bouw duurde 27 dagen. De totale hoogte was 36 meter, inclusief de 13 meter hoge houten obelisk. Het geheel kreeg de naam Mont Marmont ofwel Marmontberg. De Marmont had het plan om de piramide nog te verbeteren door de trappen van plaggen te vervangen door trappen van baksteen, en door bovenop een groot beeld van Napoleon neer te zetten in plaats van de obelisk, maar zover is het niet gekomen.
In de zomer van 1805 vertrok De Marmont met zijn leger naar Zuid-Duitsland en streed mee in de Coalitieoorlog die uitmondde in de Slag bij Austerlitz, de slag waarin Napoleon de Russen en Oostenrijkers vernietigend versloeg.
De naam Marmontberg werd in 1806, ondanks protesten van De Marmont, door Lodewijk Napoleon, de nieuwe koning van Holland, veranderd in Pyramide van Austerlitz. Tegelijkertijd hernoemde Lodewijk de handelsnederzetting bij het nabijgelegen legerkamp van Bois-en-Ville tot Austerlitz.
Na zijn vertrek uit Nederland in 1805 had De Marmont de bewaking van het monument en het vruchtgebruik van de nabijgelegen hofstede Henschoten in gebruik gegeven aan drie soldaten, Louis Faivre, Jean Baptiste La Rouche en Barend Philpsz, die tevens de piramide zouden moeten onderhouden. De houten obelisk begon spoedig scheef te zakken, en werd in 1808 afgebroken. In 1816 verkocht De Marmont de piramide met de bijbehorende grond aan de latere burgemeester van Utrecht, Hubert M.A.J. van Asch van Wijk.
In de 19e eeuw raakte de piramide in verval en de zandheuvel werd vijf meter lager. In 1894 liet Johannes Bernardus de Beaufort, die zowel eigenaar was van het landgoed Henschoten, waarop de piramide zich bevond, als burgemeester van Woudenberg, de piramide gedeeltelijk herstellen, en hij voegde de huidige stenen obelisk toe. Deze obelisk ging enigszins scheef staan. De totale hoogte is sindsdien 33 meter, inclusief de 16 meter hoge obelisk.

## Restauratie
Met het oog op het 200-jarig bestaan in 2004 werd de sterk in verval geraakte piramide gerestaureerd in de jaren 2001 tot 2004. Dit gebeurde op initiatief van de provincie Utrecht, landgoed Den Treek-Henschoten en de gemeente Woudenberg, die zich hiervoor verenigden in de Stichting Pyramide van Austerlitz. Door de zeer droge zomer van 2003 klonk de bodem van de treden niet goed in. Tijdens hevige regenval in 2004 ontstonden daardoor nieuwe verzakkingen, waarbij graszoden losraakten en verschoven.
In 2007 werd de restauratie hervat. In 2008 werd de piramide heropend samen met een nieuw bezoekerscentrum over de Franse Tijd. Sindsdien kan de piramide weer beklommen worden. In 2010 werd zware regenschade van het voorafgaande jaar hersteld. De obelisk die weer scheef was gezakt kreeg een fundering op heipalen, die de stand fixeerde. Hij werd niet meer recht gezet. De scheefstand wordt sindsdien blijmoedig opgevat als een teken van een bewogen geschiedenis. In 2012 werd zware regenschade met verzakkingen van het voorafgaande jaar hersteld en werden de zijvlakken diep vastgenageld aan de heuvel door middel van honderden 4 meter lange horizontale palen.

## Rijksmonument
De piramide is sinds 9 december 1970 een rijksmonument.
De Pyramide van Austerlitz was door De Marmont opgericht als een monument ter ere van Napoleon. Spoedig na de Slag bij Waterloo (1815) gaf Willem I, de nieuwe koning der Nederlanden, opdracht voor het bouwen van een soortgelijke maar grotere piramideheuvel op de plek van het slagveld, de 45 meter hoge Leeuw van Waterloo, als monument voor de ondergang van Napoleon. 

## Afbeeldingen

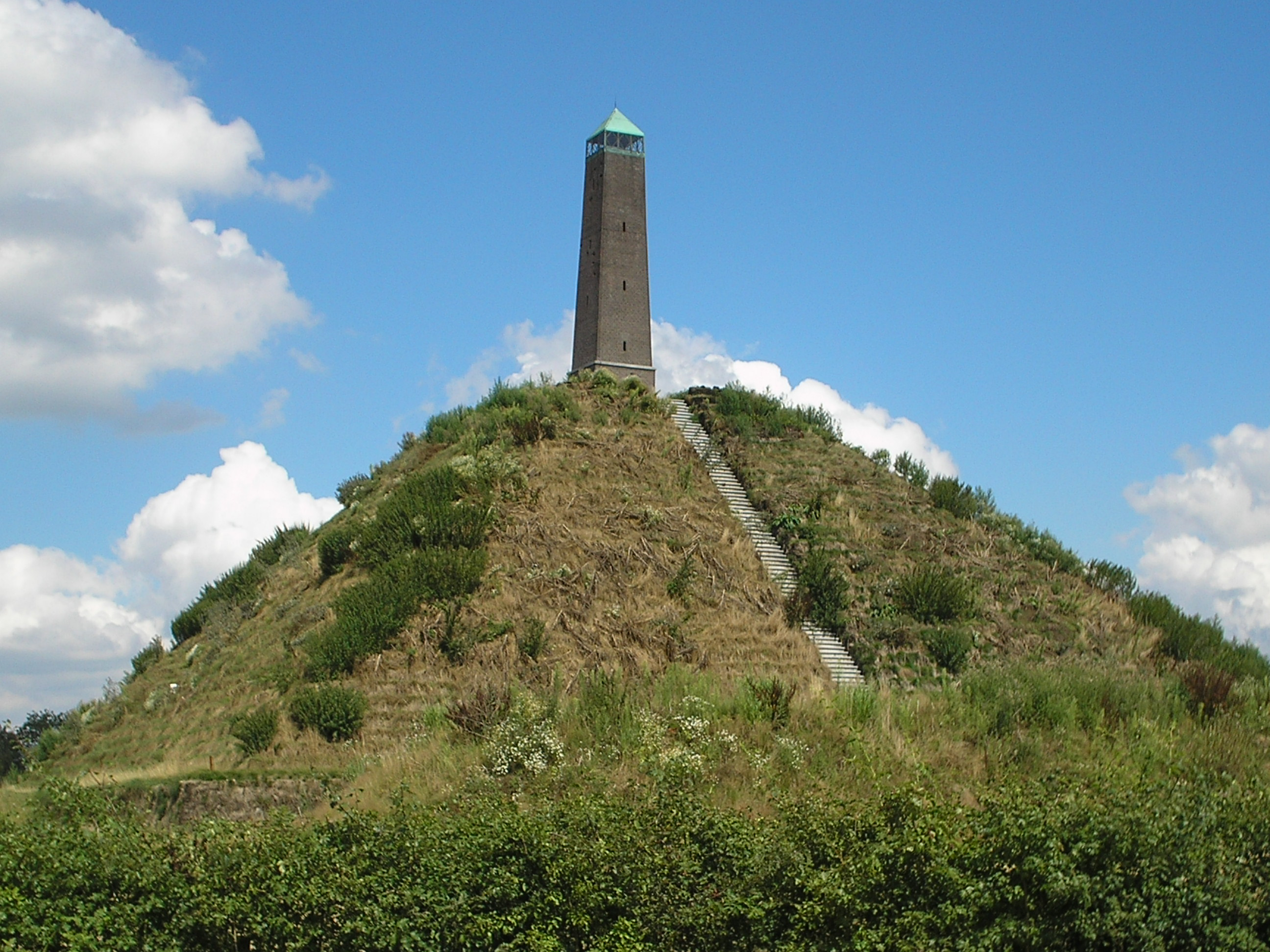
Vervallen toestand 2004
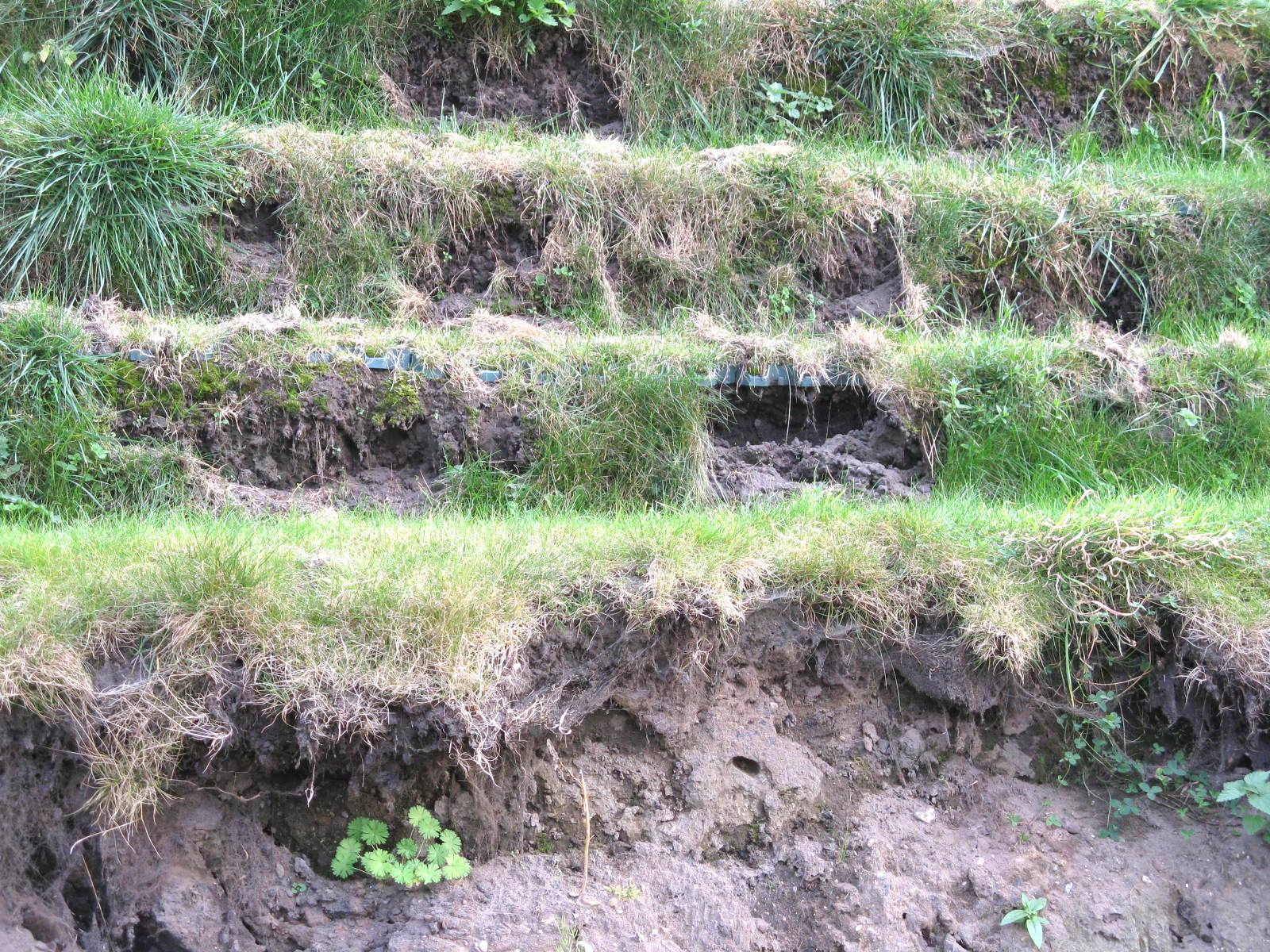
Regenschade 2009
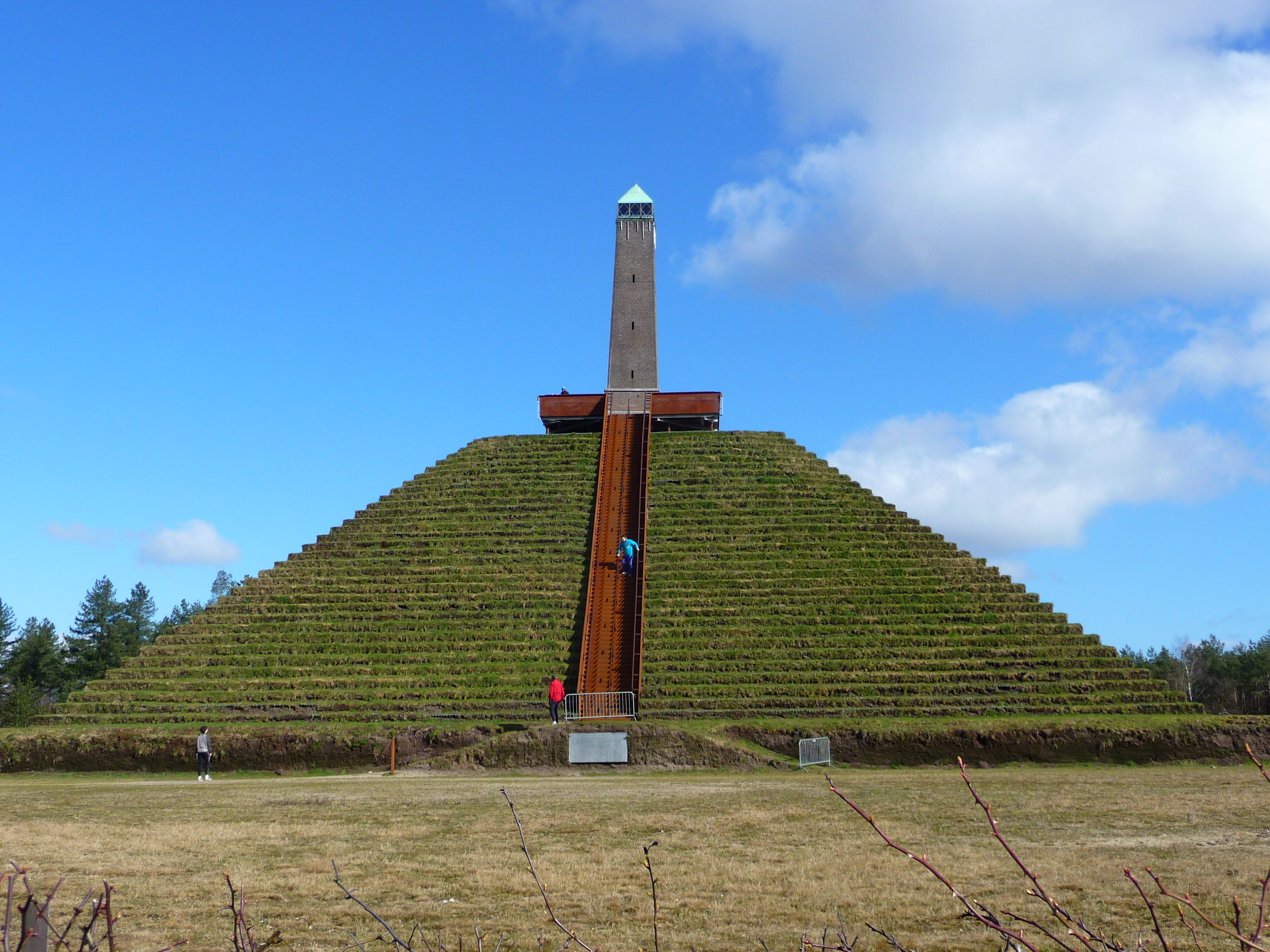
Top rondom het bordes tijdelijk weggegraven om obelisk te voorzien van palenfundering (februari 2011)
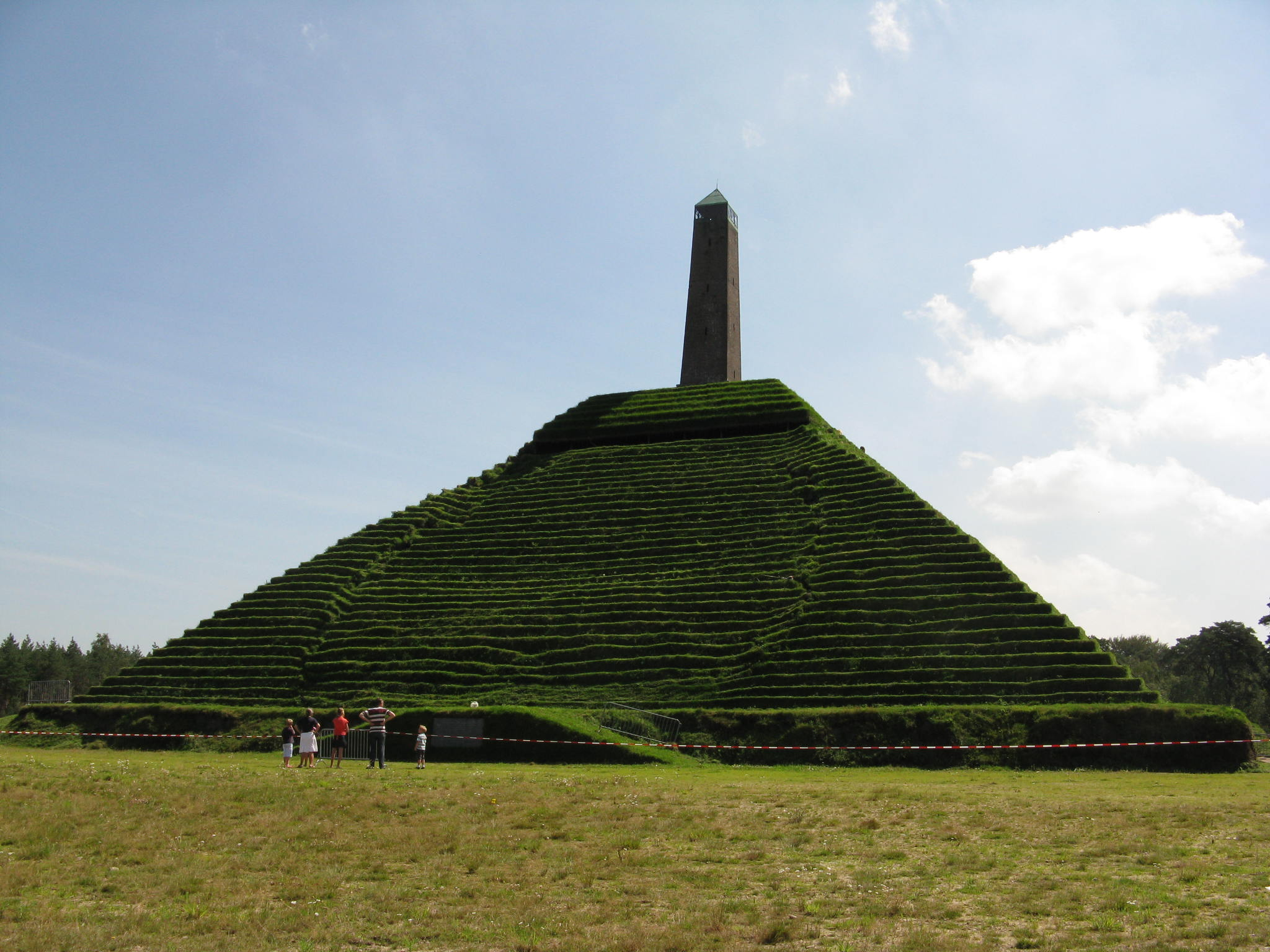
Afgegleden grasmat na regen (juli 2011; noordwestzijde).
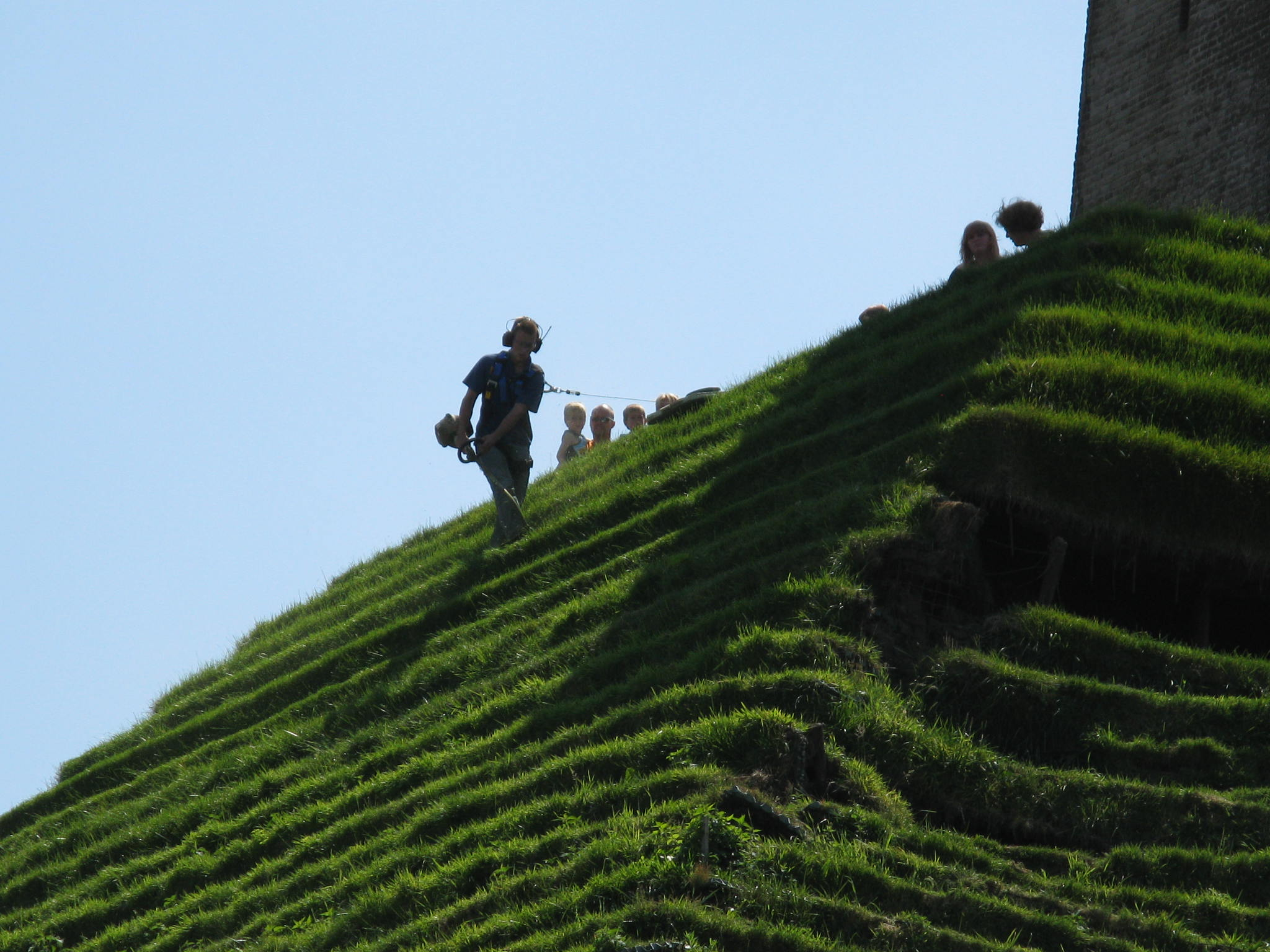
Wekelijkse maaibeurt
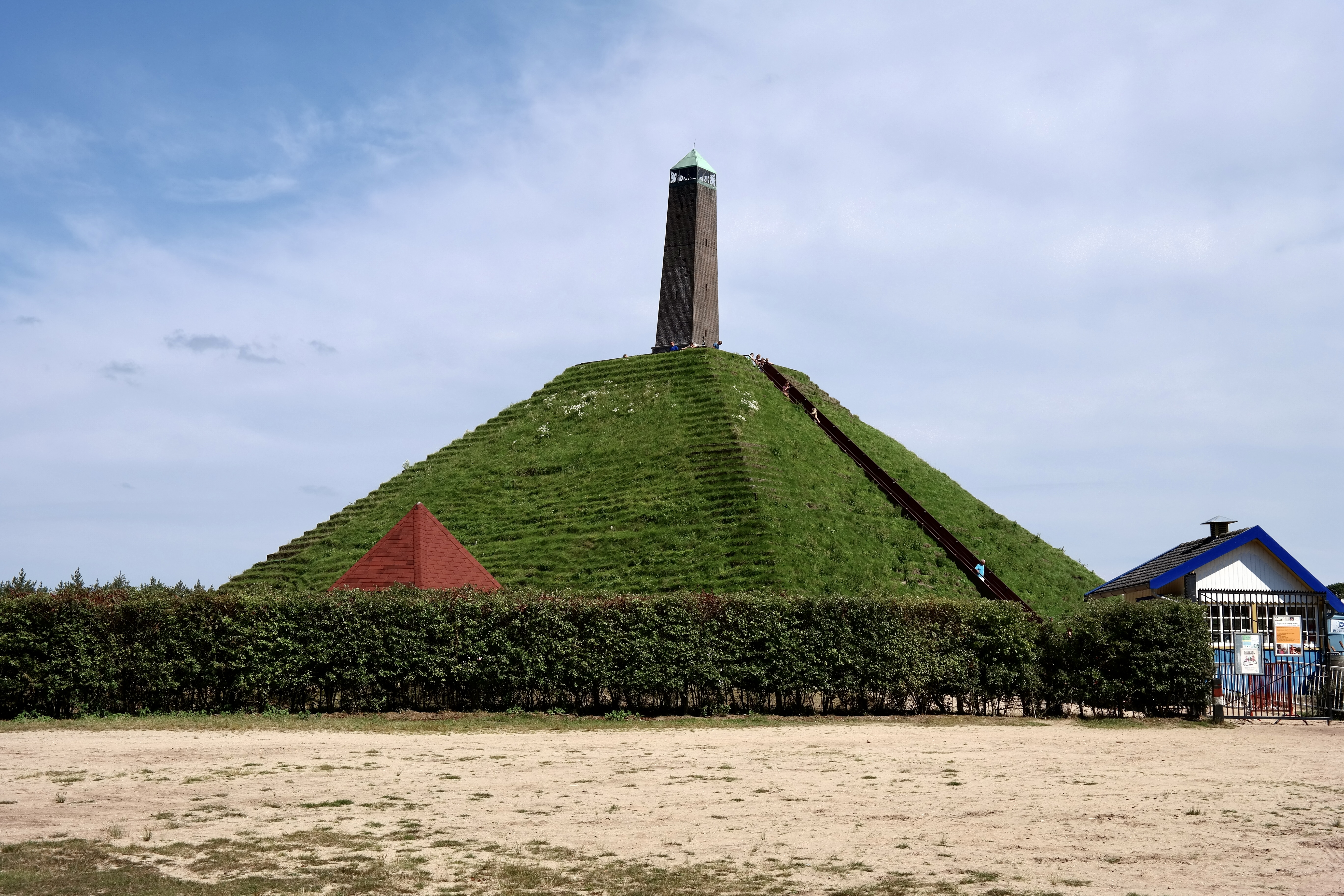
De piramide in 2015
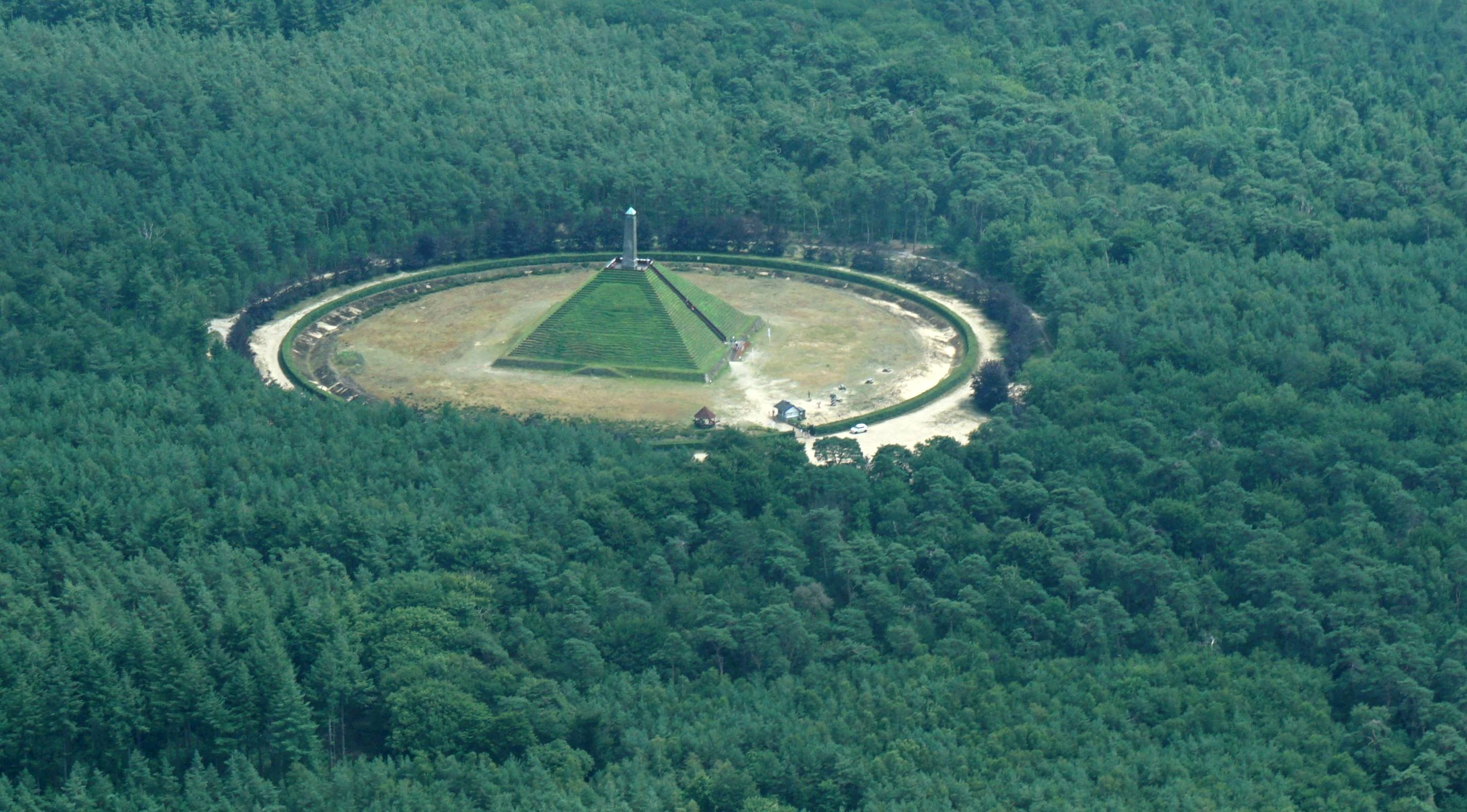
Luchtfoto (juni 2019)